# سگ گمشده (فیلم ۲۰۲۳)
سگ گمشده (به انگلیسی: Dog Gone) فیلمی محصول سال ۲۰۲۳ و به کارگردانی استیون هرک است. در این فیلم بازیگرانی همچون راب لو، جانی برچتولد و کیمبرلی ویلیامز-پیزلی ایفای نقش کرده‌اند.